# Horror vacui (art)
Pour les articles homonymes, voir horror vacui.

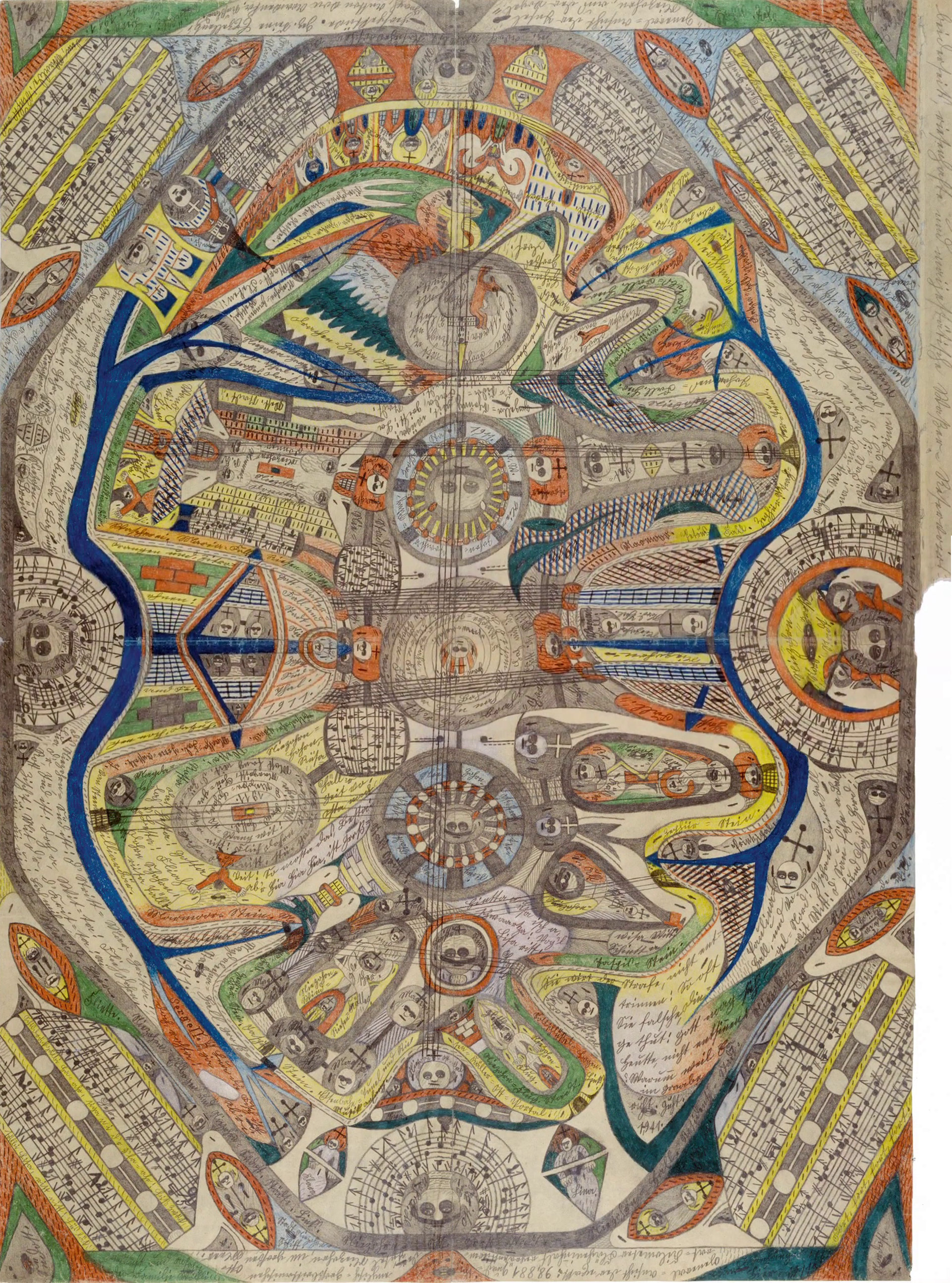
De nombreuses peintures de l' artiste d'Adolf Wölfli contiennent un espace rempli d'écriture ou de notation musicale.

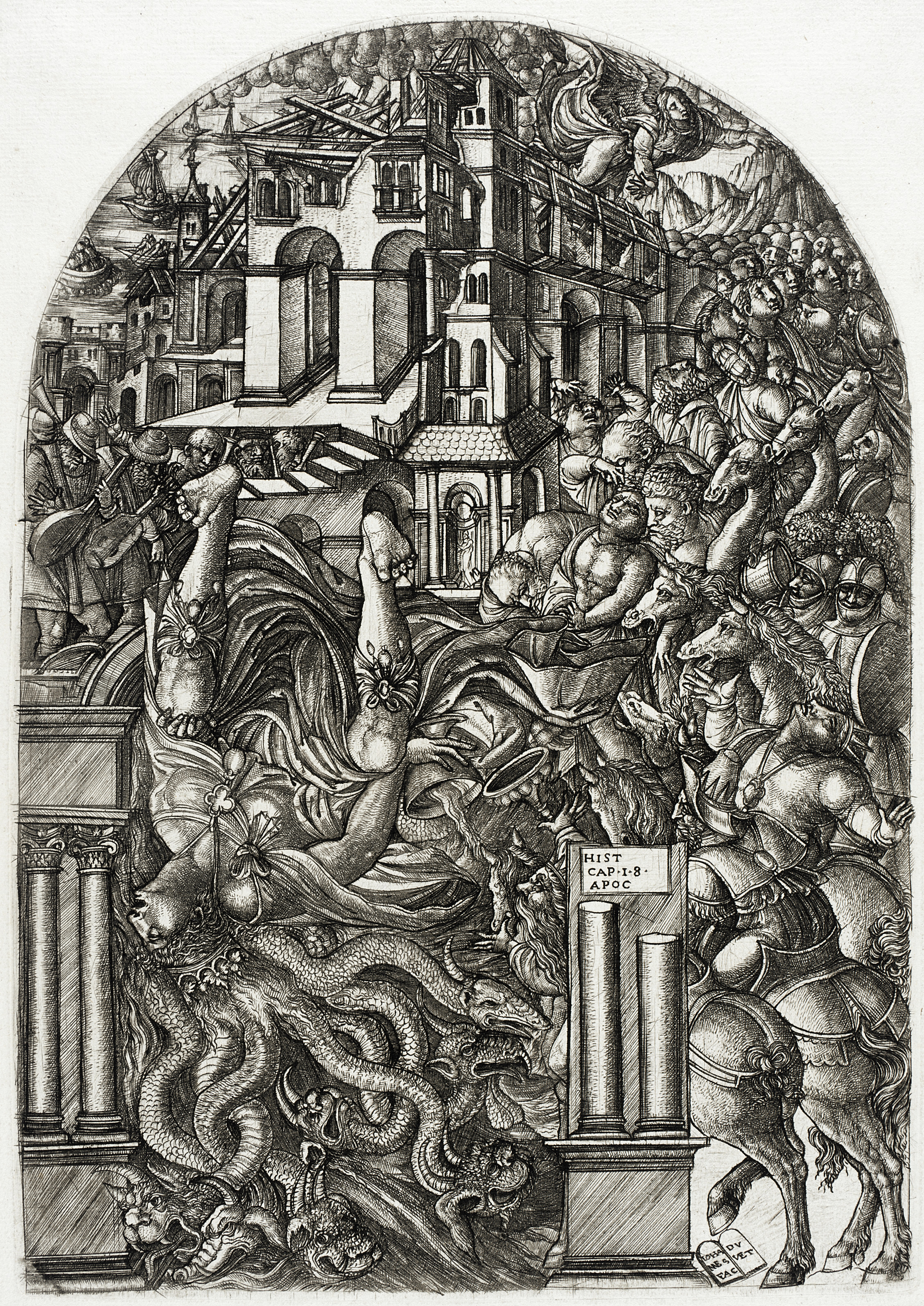
La chute de Babylone, gravure de Jean Duvet de la série Apocalypse, vers 1555, taille de la plaque : 11 ⅞ x 8 ⅜ in.

Horror vacui, également appelée kénophobie, est une expression latine qui signifie littéralement terreur du vide, un concept connu en psychologie sous le nom d'agoraphobie. Dans les arts visuels, elle définit l'acte de remplir complètement toute la surface d'une œuvre avec des détails finement détaillés. Elle a une utilisation similaire dans la décoration, l'ornementation et l'ameublement ,. En physique, l'horror vacui reflète l'idée d'Aristote selon laquelle « la nature a horreur du vide ».

## Origines
Le critique d'art et érudit italien Mario Praz a utilisé ce terme pour décrire l'utilisation excessive de l'ornement dans le dessin et l'atmosphère suffocante des meubles à l'époque victorienne. Des exemples plus anciens et importants peuvent être trouvés parmi les objets typiques de l'art des migrations tels que les manuscrits enluminés, parmi lesquels on peut citer la page tapis du Livre de Kells. Des exemples d'horror vacui sont visibles dans l'art lombard, où des motifs complexes et des symboles entrelacés peuvent avoir servi à « des fonctions apotropaïques ainsi que décoratives ». L'intérêt de remplir méticuleusement les espaces vides se reflète également dans la décoration arabesque des arts de l'Islam de l'antiquité à nos jours. L'historien de l'art Ernst Gombrich a émis l'hypothèse que de tels motifs très ornementés peuvent fonctionner comme un cadre photo pour des images et des espaces sacrés. « Plus les éléments du cadre sont riches, plus le centre gagnera en dignité », a écrit Gombrich.
Un autre exemple vient de la Grèce antique à l'époque géométrique (1100-900 avant notre ère), lorsque l'horror vacui était considérée comme un élément stylistique de tout art. Le travail de maturité du graveur de la Renaissance française Jean Duvet présente systématiquement l'horror vacui.

## Exemples
L'horror vacui s'apparente à certains styles de graphisme postmoderne, dont le travail d'artistes comme David Carson (designer) ou Vaughan Oliver, et au comics underground dans le travail de S. Clay Wilson, Robert Crumb, Robert Williams (peintre), et plus tard des dessinateurs de bandes dessinées tels que Mark Beyer (dessinateur). De nombreuses autres représentations de ce concept proviennent de ce qu'on appelle l'Art brut, une peinture non conventionnelle réalisée par des hôtes d'hôpitaux psychiatriques, comme Adolf Wölfli, ainsi que dans le Lowbrow développé en Californie dans les années 1970 par Faris Badwan, Joe Coleman ou Todd Schorr, et dans les œuvres de l'artiste suisse Hans Ruedi Giger.
L'art visionnaire inspiré par l'enthéogène de certains peuples autochtones, comme les peintures au fil du peuple Huichol et l'art inspiré par l'ayahuasca de Pablo Amaringo, présentent souvent ce style, tout comme le mouvement artistique psychédélique de la contre-culture des années 1960. Parfois, l'art à motifs dans les vêtements des peuples autochtones d'Amérique centrale et d'Amérique du Sud présente un horror vacui. Par exemple, les molas géométriques des Kuna et les vêtements traditionnels du peuple Shipibo-Conibos.
L'œuvre d'art dans Où est Charlie ?, la série de livres pour enfants, est un exemple bien connu d'horror vacui[réf. souhaitée], comme le sont beaucoup de petits livres écrits ou illustrés par l'imagination macabre d'Edward Gorey.
Le style de peinture Tingatinga de Dar es Salam en Tanzanie est un exemple contemporain d'horror vacui. D'autres artistes africains comme Malangatana Ngwenya remplissent également la toile de cette manière.
L'arrangement des hiéroglyphes d'Égypte antique suggère une horreur de l'espace vide. Les signes ont été répétés ou des compléments phonétiques ont été ajoutés pour éviter les vides.

## Dans le monde physique et philosophique
En physique et en philosophie, l'horror vacui indique une théorie conçue par Aristote qui affirme que « la nature évite le vide » (natura abhorret a vacuo ), et le remplit donc constamment ; chaque gaz ou liquide essaie constamment de remplir chaque espace, évitant de laisser des portions vides. La théorie contredisait la pensée de l'ancienne école pythagoricienne et de la philosophie atomiste, pour laquelle l'existence du vide était non seulement possible mais devenue une nécessité, se plaçant comme principe ontologique de l'existence des entités : pour les atomistes, par exemple, le vide qui imprègne les atomes est ce qui permet le mouvement. Cette croyance a largement persisté jusqu'à l'époque de René Descartes.
La position d'Aristote est largement répandue depuis longtemps. Galilée (savant) lui-même ne s'en écarte pas dans ses recherches sur la « science du vide » ; cependant, cela a certainement aidé ses développements ultérieurs : son élève Evangelista Torricelli déclare en 1644 que le niveau de mercure dans un tube fermé dépend de la pression atmosphérique. En 1647, Blaise Pascal confirme cette dernière théorie, avec son expérience appelée « vide dans le vide ». Enfin, de même qu'en 1650, Paolo Casati dans sa thèse Vacuum proscriptum proclame encore la validité de la théorie aristotélicienne en s'appuyant sur des preuves philosophiques et des principes théologiques, Otto von Guericke prouve définitivement la fausseté de la théorie aristotélicienne d'un point de vue physique, produisant matériellement le vide. Bien qu'en fin de compte, la condition de vide parfait ne soit pas réalisable en laboratoire et n'ait jamais été observée dans la nature, on pense qu'une grande partie de l'espace intergalactique consiste en un vide presque parfait, avec un petit nombre de molécules par mètre cube. De plus, même en supposant que dans une certaine région de l'espace physique il n'y ait pas de molécules, la présence de champs (gravitationnels, électromagnétiques, etc.) conduirait toujours à l'absence d'un vide complet dans cette région de l'espace.

## Usage actuel et signification
Il existe une relation inverse entre l'horror vacui et la perception des valeurs. Les concepteurs commerciaux privilégient la clarté visuelle dans les vitrines et la publicité pour attirer les consommateurs aisés et bien éduqués, en partant du principe que la sous-estimation et la retenue séduisent un public plus aisé et plus éduqué.
Dans une étude, 100 magasins de vêtements ont été interrogés pour trouver des modèles et des relations entre l'efficacité avec laquelle l'immobilier du magasin était utilisé et le prestige de la marque du magasin. Les magasins de vente en gros et les chaînes de magasins remplissaient leurs vitrines au maximum de leur capacité, tandis que les boutiques haut de gamme utilisaient souvent leur espace avec parcimonie, sans étiquette de prix, l'hypothèse étant que si un passant avait besoin de connaître le prix, il ne pouvait pas se le permettre.